# بخش مرکزی شهرستان بندر انزلی
بخش مرکزی تنها بخش تابعه شهرستان بندر انزلی در استان گیلان در شمال ایران است.

## تقسیمات کشوری
- بخش مرکزی شهرستان بندر انزلی
  - دهستان چهار فریضه
  - دهستان لیجارکی حسن رود

شهر: بندر انزلی

## جمعیت
بنابر سرشماری مرکز آمار ایران، جمعیت بخش مرکزی شهرستان بندر انزلی در سال ۱۳۹۵ برابر با ۱۳۹،۰۱۶ نفر بوده‌است.